# Inola
Inola és un poble dels Estats Units a l'estat d'Oklahoma. Segons el cens del 2000 tenia 1.589 habitants.

## Demografia
Segons el cens del 2000, Inola tenia 1.589 habitants, 604 habitatges, i 431 famílies. La densitat de població era de 93,8 habitants per km².
Dels 604 habitatges en un 40,6% hi vivien nens de menys de 18 anys, en un 50,5% hi vivien parelles casades, en un 15,6% dones solteres, i en un 28,6% no eren unitats familiars. En el 25,5% dels habitatges hi vivien persones soles el 10,8% de les quals corresponia a persones de 65 anys o més que vivien soles. El nombre mitjà de persones vivint en cada habitatge era de 2,53 i el nombre mitjà de persones que vivien en cada família era de 3,03.
Per edats la població es repartia de la següent manera: un 30,1% tenia menys de 18 anys, un 8,4% entre 18 i 24, un 29,4% entre 25 i 44, un 18,8% de 45 a 60 i un 13,3% 65 anys o més.
L'edat mediana era de 34 anys. Per cada 100 dones de 18 o més anys hi havia 84,4 homes.
La renda mediana per habitatge era de 31.351 $ i la renda mediana per família de 36.000 $. Els homes tenien una renda mediana de 31.528 $ mentre que les dones 21.384 $. La renda per capita de la població era de 15.610 $. Entorn del 12,6% de les famílies i el 13,9% de la població estaven per davall del llindar de pobresa.

## Poblacions més properes
El següent diagrama mostra les poblacions més properes.